# Grenze zwischen dem Kosovo und Montenegro

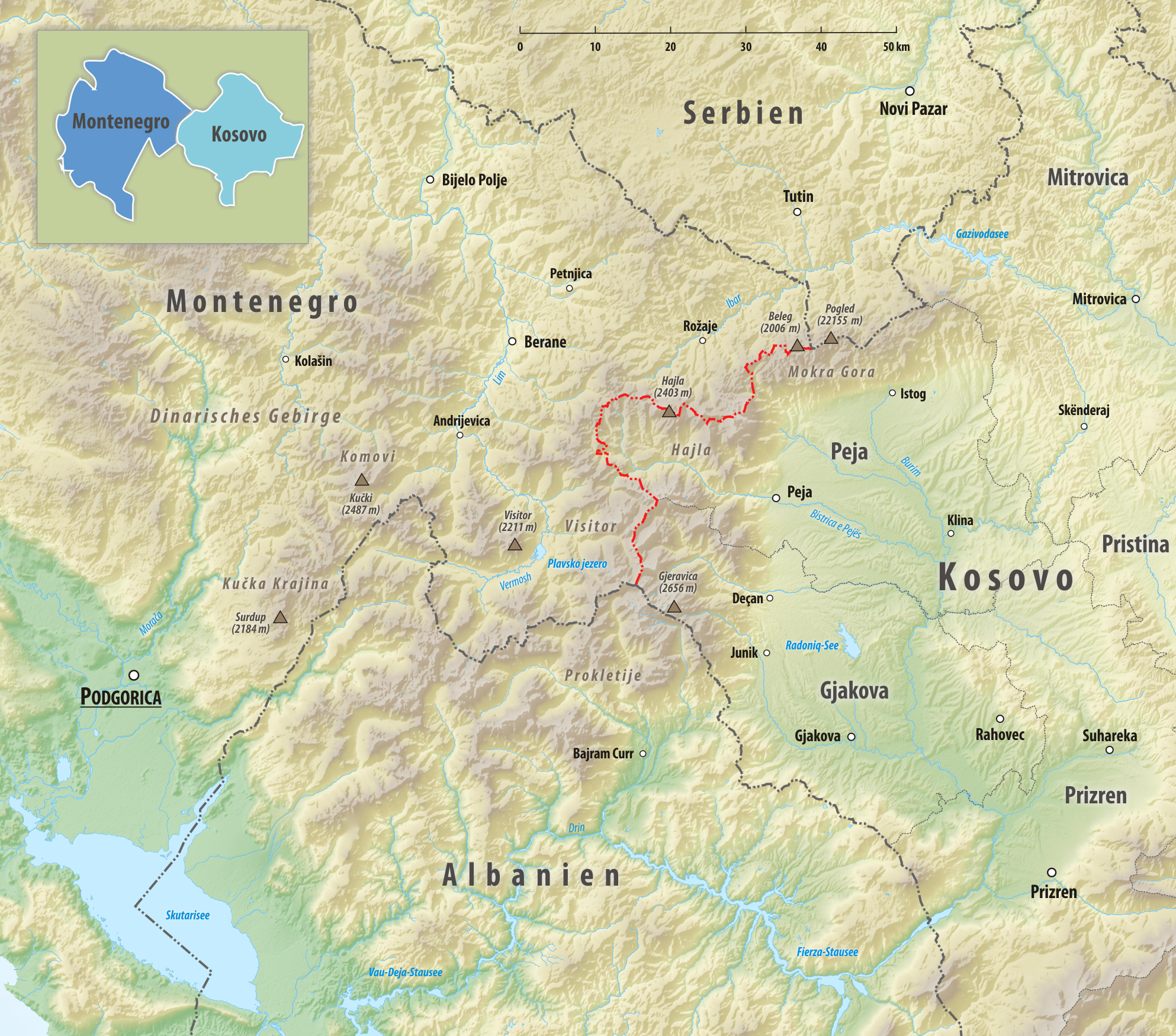
Grenzverlauf zwischen dem Kosovo und Montenegro

Die Grenze zwischen dem Kosovo und Montenegro trennt das Staatsgebiet der Republik Kosovo und von Montenegro. Sie hat eine Länge von rund 75 Kilometern auf rund 40 Kilometern Luftlinie. Der Grenzverlauf ist noch nicht endgültig festgelegt.

## Grenzverlauf
Die gemeinsame Staatsgrenze ist eine reine Hochgebirgsgrenze. Sie verläuft in südwestlicher Richtung entlang des Hauptkamms des Dinarischen Gebirges im Prokletije. Als weitgehend natürliche orographische Grenze trennt sie die Gebiete der Crna Gora („Schwarze Berge“, italienisch Montenegro), die historische Region Zeta, und die zusammenfassend in der Jugoslawienzeit Kosmet genannte Gegend der Beckenlandschaften um das Amselfeld und Metochien. In der Region des Čakorpass verläuft sie hingegen teilweise östlich der Wasserscheide.
Die Grenze beginnt im Mokra Gora Gebirge, wo sich östlich vom Beleg (ca. 2000 m) das Dreiländereck mit Serbien befindet. Von dort führt sie im Bogen westwärts in das Žljeb-Massiv, mit dem Žljeb (ca. 2365 m) als Grenzgipfel, und das Hajla-Massiv mit der Hajla (ca. 2403 m) und dann südwärts durch die Glođija an die obere Bistrica e Pejës unterhalb des Čakor-Passes. Dann führt sie südostwärts in die Berge der Bjeshkët e Namuna të Kosovës. Ab dort läuft sie wieder südwestwärts über den Pasji vrh (ca. 2405 m) und Maja e Madhe (ca. 2372 m) zum Tromeđa (ca. 2366 m), dem Dreiländereck mit Albanien.

## Gemeinden an der Staatsgrenze (von Nordost nach Südwest)

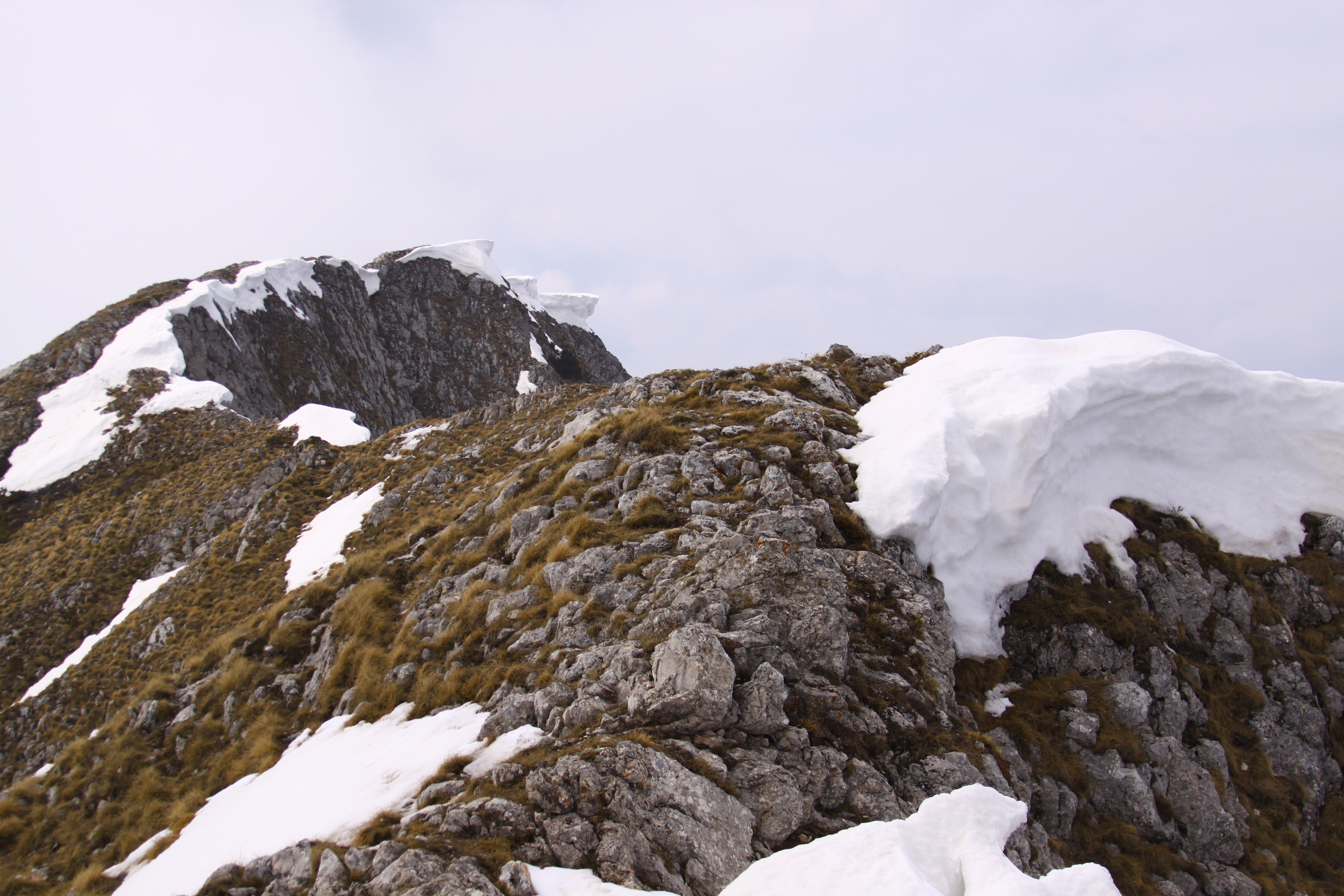
Die Grenze zwischen dem Kosovo und Montenegro verläuft unter anderem über den Gipfelgrat der Hajla.

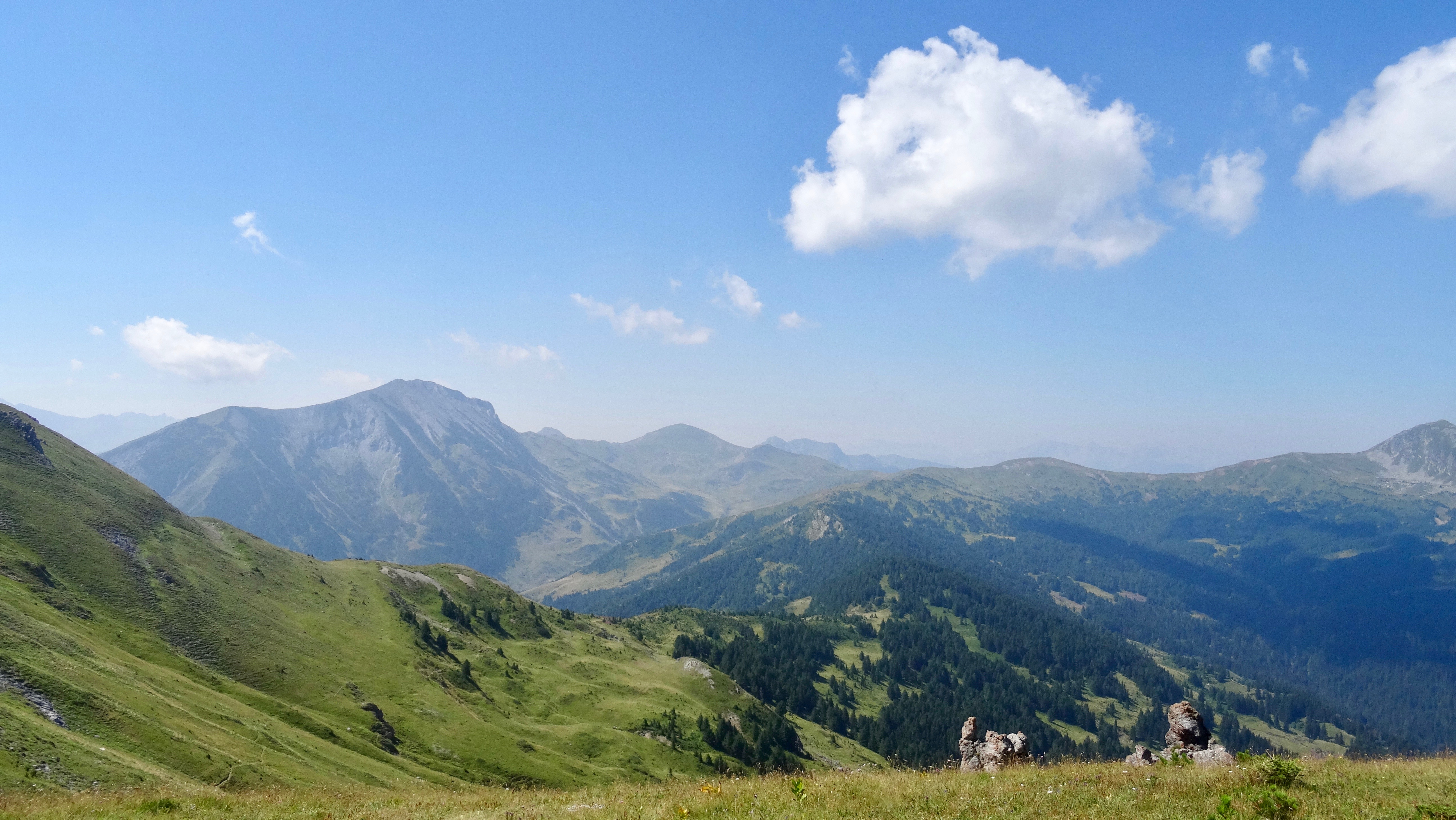
Blick entlang der Grenze nach Süden gegen den Pasji Vrh.

| MONTENEGRO | MONTENEGRO       |                                     | KOSOVO   | KOSOVO | KOSOVO |
| Gemeinde   | Grenz- übertritt | Grenz- übertritt                    | Gemeinde | Bezirk |        |
| ---------- | ---------------- | ----------------------------------- | -------- | ------ | ------ |
| Serbien    |                  |                                     |          |        |        |
| Rožaje     |                  | D i n a r i s c h e s G e b i r g e |          | Istog  | Peja   |
| Rožaje     | Peja             | D i n a r i s c h e s G e b i r g e |          |        | Peja   |
| Berane     |                  | D i n a r i s c h e s G e b i r g e |          |        | Peja   |
| Plav       |                  | D i n a r i s c h e s G e b i r g e |          |        | Peja   |
|            | Deçan            | D i n a r i s c h e s G e b i r g e | Gjakova  |        |        |
|            | Junik            | D i n a r i s c h e s G e b i r g e | Gjakova  |        |        |
| Albanien   |                  |                                     |          |        |        |

## Geschichte

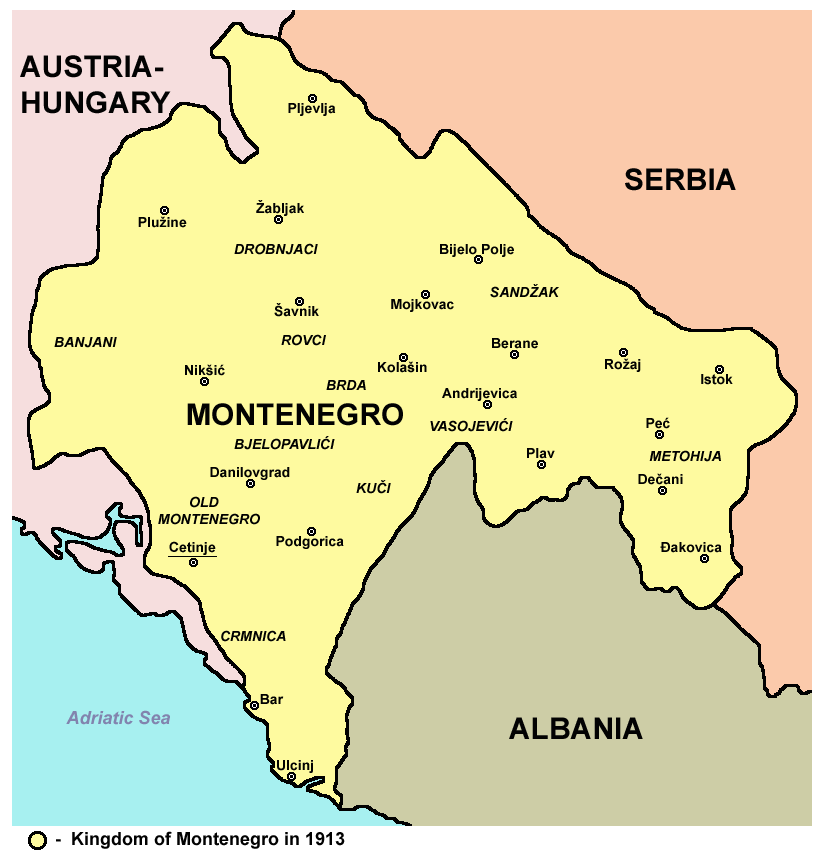
Königreich Montenegro um 1913; der größere Gebietsstand östlich des Čakorpasses im Westkosovo erkennbar.

Die derzeitige Staatsgrenze ist eine Teilrepubliksgrenze aus der jugoslawischen Verfassung 1974. Im Zuge des Zerfalls Jugoslawiens brach 1998 der Kosovokrieg aus, 1999 wurde die NATO-Kosovo Force (KFOR) aufgestellt, die im Assistenzeinsatz auch in der Grenzsicherung und der Grenzkontrolle bis heute tätig ist. Ebenfalls im Zuge des Krieges wurde auch die Grenze am Čakorpass geschlossen.
2006 spaltete sich Montenegro aus Serbien und Montenegro (Bundesrepublik Jugoslawien, „Restjugoslawien“) ab, und 2008 der Kosovo von der verbliebenen Republik Serbien. Montenegro hat den Kosovo in diesem Jahr auch anerkannt,
die beiden Länder nahmen offizielle diplomatische Beziehungen auf.
Schon 2010 begann ein Projekt im Rahmen des Cross Border Cooperation Project (CBC) der Europäischen Union.
Dabei wurde prinzipiell bekundet, die Grenze im Stand von 1974 beizubehalten, aber strittige Punkte in der genauen Grenzziehung aufgearbeitet. So entstand beispielsweise am Kula-Pass wegen unklarer Verhältnisse ein elf Kilometer langes Niemandsland. Seit 2010 ist Montenegro offizieller EU-Beitrittskandidat. Im Rahmen der 2012 begonnenen Beitrittsverhandlungen Montenegros mit der Europäischen Union ist eine Konsolidierung der Grenzen eine Mitbedingung.
Bei der Westbalkan-Konferenz im August 2015 in Wien wurde zwischen Montenegro und Kosovo ein Demarkationsabkommen unterzeichnet.
Kritisiert wurde die Vereinbarung im Parlament in Pristina, weil rund 120 Quadratkilometer umstrittenes Gebiet Montenegro zugesprochen wurden.
Ein Abschluss war für Anfang 2016 geplant, verzögert sich aber insbesondere auch wegen heftigen Widerstands der kosovarischen Opposition wie Vetëvendosje.
Da Serbien den Kosovo – anders als der Großteil der Staaten (Stand 2016) – noch nicht völkerrechtlich anerkannt hat, ist der Grenzverlauf in gewisser Weise prinzipiell noch als umstritten zu bezeichnen. Auch zwischen Serbien und Kosovo ist im Rahmen der Westbalkankonferenzen und des EU-Beitrittsprozesses ein Grenzabkommen in Vorbereitung.

## Grenzübertritt und Grenzverkehr
Der einzige Grenzübergang zwischen den beiden Staaten ist (die kosovarische Seite zuerstgenannt):
- Kulla–Rožaje auf der Route R 196 Peja –  Rožaje

Der Übergang Čakor/Çakor (Route  Peja – früher  Murino, jetzt Regionalni put R-19) wurde 1999 geschlossen und noch nicht wiedereröffnet.